# MS (satélite)
MS foi a designação dada a um conjunto de quatro satélites lançados pela União Soviética em 1962. Esses satélites foram usados para demonstração tecnológica e desenvolvimento em voo de duas plataformas distintas, a 1MS e a 2MS.
Ambas as plataformas foram desenvolvidas pelo bureu OKB-1, e carregavam instrumentos para investigar radiação e raios cósmicos.
Foram efetuados quatro lançamentos desses satélites: dois para cada uma das plataformas. Três desses lançamentos foram bem sucedidos, no entanto, um dos que envolveram a plataforma 1MS resultou em falha.

## Linha do tempo

### 1MS
- O primeiro lançamento desta plataforma ocorreu em 6 de Abril de 1962 (17:15), recebendo a designação de Kosmos 2.
- O segundo lançamento, ocorreu em 25 de Outubro de 1962, mas como falhou em atingir a órbita, não recebeu nenhuma designação.

### 2MS
- O primeiro lançamento desta plataforma ocorreu em 24 de Abril de 1962 (04:00), recebendo a designação de Kosmos 3.
- O segundo lançamento desta plataforma ocorreu em 28 de Maio de 1962 (03:00), recebendo a designação de Kosmos 5.